# Onze-Lieve-Vrouw Middelareskerk (Verviers)

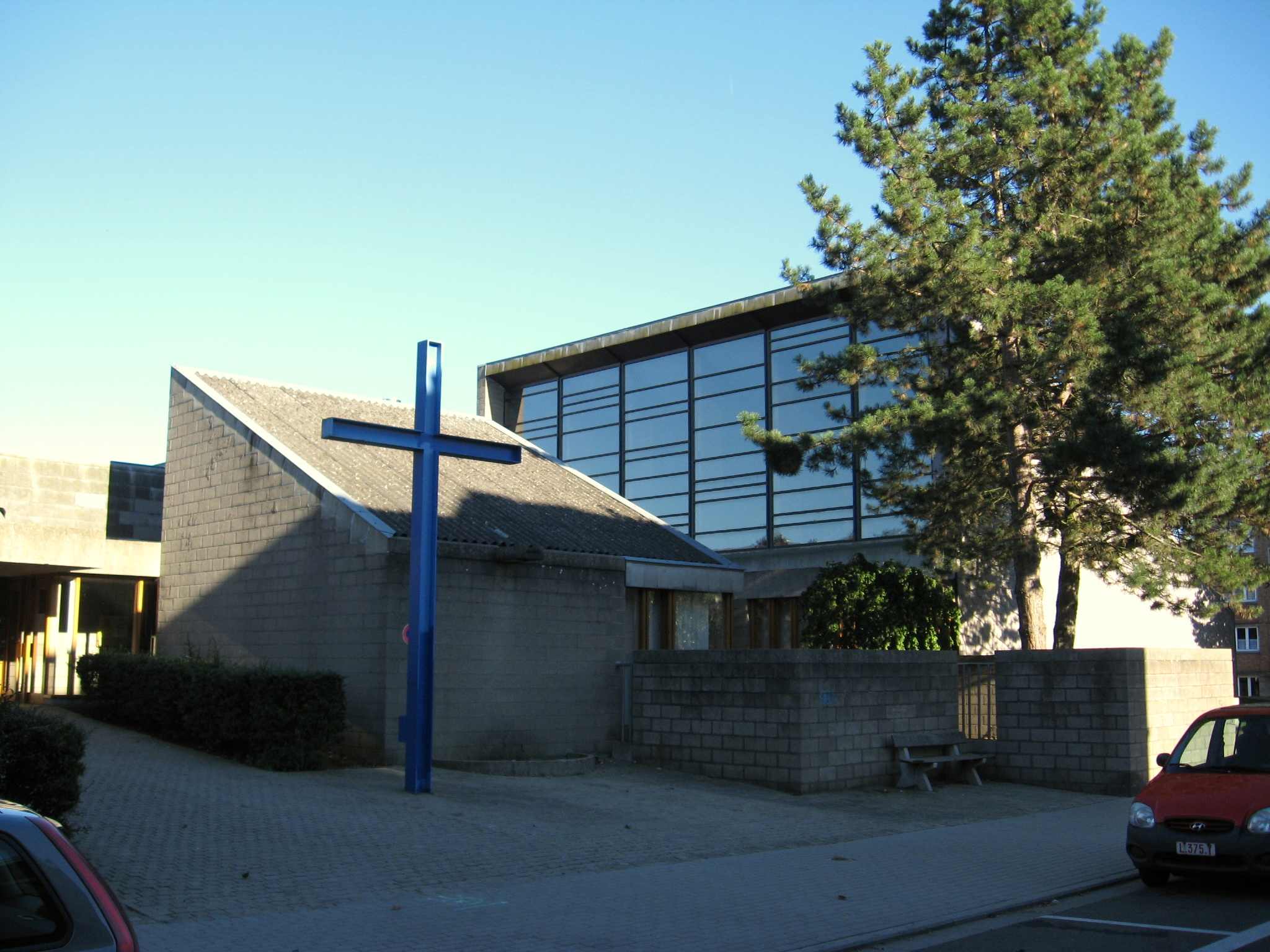
Onze-Lieve-Vrouw Middelareskerk

De Onze-Lieve-Vrouw Middelareskerk (Église Marie-Mediatrice) is een rooms-katholiek kerkgebouw, gelegen in de Belgische stad Verviers aan de Rue de Jehanster.

## Geschiedenis
De kerk was bedoeld voor een nieuwe parochie, die in 1959 afgesplitst is van de Sint-Jozefparochie. De kerk werd in 1958 als noodkerk gebouwd naar ontwerp van Moureau, en in 1962 werd de kerk voltooid naar ontwerp van Prosper Cool.

## Gebouw
Het is een doosvormige kerk in modernistische stijl. Beton en gasbetonblokken vormen de belangrijkste bouwmaterialen, en ook is er een opvallende glaswand. Van blauwgeverfde staalprofielen is een kruis vervaardigd.

## Interieur
De kruiswegstaties zijn van keramisch materiaal, en werden omstreeks 1960 vervaardigd door Brinon. Uit dezelfde tijd is een groot kruisbeeld met een Mariafiguur. Aan de buitenzijde van de kerk vindt men een grafkruis van 1835, afkomstig van de Sint-Remigiuskerk te Warnant.